# Hongrie aux Jeux olympiques
La Hongrie a participé aux premiers Jeux olympiques de l'ère moderne, alors qu'elle était encore membre l'Empire austro-hongrois, et envoie depuis des athlètes à presque toutes les éditions d'été et à tous les Jeux olympiques d'hiver. La Hongrie n'a pas été invitée aux Jeux olympiques de 1920 et a boycotté les Jeux olympiques d'été de 1984.
Les athlètes hongrois ont remporté un total de 540 médailles, l'escrime étant le sport le plus récompensé. La Hongrie est la nation la plus médaillée parmi celles à n'avoir jamais accueilli les Jeux.

## Histoire
En 1956, à l'occasion des Jeux olympiques de Melbourne, le ministre des affaires étrangères hongrois Gyula Hegyi ordonna que l'on descende le drapeau russe des quartiers hongrois. Lors de leur arrivée à Darwin, plusieurs athlètes avaient retiré l'étoile communiste pour la remplacer par l’emblème national. À leur arrivée à Darwin, 2 000 Hongrois les ont accueillis en chantant l'hymne national révolutionnaire. Avant leur départ de Hongrie, des affrontements ont eu lieu à Budapest, mais Hegyi affirma qu'aucun athlète n'avait été blessé.

## Comité international olympique
Le comité olympique hongrois, le Magyar Olimpiai Bizottság a été fondé et reconnu par le Comité international olympique en 1895.

## Tableau des médailles

### Par année

Évolution du nombre de médailles gagnées par la Hongrie aux Jeux olympiques d'été entre 1896 et 2012 (pas de participation en 1920 et 1984).

| Année | Médaille d'or, Jeux olympiques | Médaille d'argent, Jeux olympiques | Médaille de bronze, Jeux olympiques | Total             |                  |
| ----- | ------------------------------ | ---------------------------------- | ----------------------------------- | ----------------- | ---------------- |
| 1896  | 2                              | 1                                  | 3                                   | 6                 |                  |
| 1900  | 1                              | 2                                  | 2                                   | 5                 |                  |
| 1904  | 2                              | 1                                  | 1                                   | 4                 |                  |
| 1908  | 3                              | 4                                  | 2                                   | 9                 |                  |
| 1912  | 3                              | 2                                  | 3                                   | 8                 |                  |
| 1920  | N'a pas participé              | N'a pas participé                  | N'a pas participé                   | N'a pas participé |                  |
| 1924  | 2                              | 3                                  | 4                                   | 9                 |                  |
| 1928  | 4                              | 5                                  | 0                                   | 9                 |                  |
| 1932  | 6                              | 4                                  | 5                                   | 15                |                  |
| 1936  | 10                             | 1                                  | 5                                   | 16                |                  |
| 1948  | 10                             | 5                                  | 12                                  | 27                |                  |
| 1952  | 16                             | 10                                 | 16                                  | 42                |                  |
| 1956  | 9                              | 10                                 | 7                                   | 26                |                  |
| 1960  | 6                              | 8                                  | 7                                   | 21                |                  |
| 1964  | 10                             | 7                                  | 5                                   | 22                |                  |
| 1968  | 10                             | 10                                 | 12                                  | 32                |                  |
| 1972  | 6                              | 13                                 | 16                                  | 35                | MTV              |
| 1976  | 4                              | 5                                  | 13                                  | 22                | MTV1             |
| 1980  | 7                              | 10                                 | 15                                  | 32                | Euréza Televízió |
| 1984  | N'a pas participé              | N'a pas participé                  | N'a pas participé                   | N'a pas participé | TV 1             |
| 1988  | 11                             | 6                                  | 6                                   | 23                | TV1              |
| 1992  | 11                             | 12                                 | 7                                   | 30                | TV4              |
| 1996  | 7                              | 4                                  | 10                                  | 21                | TV2              |
| 2000  | 8                              | 6                                  | 3                                   | 17                | TV3              |
| 2004  | 8                              | 6                                  | 3                                   | 17                | RTL Klub         |
| 2008  | 3                              | 5                                  | 2                                   | 11                | TVS              |
| 2012  | 8                              | 4                                  | 6                                   | 17                | M1               |
| 2016  | 8                              | 3                                  | 4                                   | 15                | TV2              |
| 2020  | 6                              | 7                                  | 7                                   | 20                | RTL              |
| Total | 181                            | 154                                | 176                                 | 511               | HTV              |

| Année | Médaille d'or, Jeux olympiques | Médaille d'argent, Jeux olympiques | Médaille de bronze, Jeux olympiques | Total |
| ----- | ------------------------------ | ---------------------------------- | ----------------------------------- | ----- |
| 1924  | 0                              | 0                                  | 0                                   | 0     |
| 1928  | 0                              | 0                                  | 0                                   | 0     |
| 1932  | 0                              | 0                                  | 1                                   | 1     |
| 1936  | 0                              | 0                                  | 1                                   | 1     |
| 1948  | 0                              | 1                                  | 0                                   | 1     |
| 1952  | 0                              | 0                                  | 1                                   | 1     |
| 1956  | 0                              | 0                                  | 1                                   | 1     |
| 1960  | 0                              | 0                                  | 0                                   | 0     |
| 1964  | 0                              | 0                                  | 0                                   | 0     |
| 1968  | 0                              | 0                                  | 0                                   | 0     |
| 1972  | 0                              | 0                                  | 0                                   | 0     |
| 1976  | 0                              | 0                                  | 0                                   | 0     |
| 1980  | 0                              | 1                                  | 0                                   | 1     |
| 1984  | 0                              | 0                                  | 0                                   | 0     |
| 1988  | 0                              | 0                                  | 0                                   | 0     |
| 1992  | 0                              | 0                                  | 0                                   | 0     |
| 1994  | 0                              | 0                                  | 0                                   | 0     |
| 1998  | 0                              | 0                                  | 0                                   | 0     |
| 2002  | 0                              | 0                                  | 0                                   | 0     |
| 2006  | 0                              | 0                                  | 0                                   | 0     |
| 2010  | 0                              | 0                                  | 0                                   | 0     |
| 2014  | 0                              | 0                                  | 0                                   | 0     |
| 2018  | 1                              | 0                                  | 0                                   | 1     |
| Total | 1                              | 2                                  | 4                                   | 7     |

### Par sport
| Place | Sport              | Médaille d'or, Jeux olympiques | Médaille d'argent, Jeux olympiques | Médaille de bronze, Jeux olympiques | Total |
| ----- | ------------------ | ------------------------------ | ---------------------------------- | ----------------------------------- | ----- |
| 1     | Escrime            | 38                             | 24                                 | 28                                  | 89    |
| 2     | Natation           | 29                             | 27                                 | 20                                  | 76    |
| 3     | Canoë-Kayak        | 28                             | 31                                 | 27                                  | 86    |
| 4     | Lutte              | 20                             | 17                                 | 19                                  | 56    |
| 5     | Gymnastique        | 15                             | 11                                 | 14                                  | 40    |
| 6     | Athlétisme         | 10                             | 12                                 | 18                                  | 40    |
| 7     | Boxe               | 10                             | 2                                  | 8                                   | 20    |
| 8     | Pentathlon moderne | 9                              | 8                                  | 5                                   | 22    |
| 9     | Water-polo         | 9                              | 3                                  | 5                                   | 17    |
| 10    | Tir                | 7                              | 3                                  | 7                                   | 17    |
| 11    | Football           | 3                              | 1                                  | 1                                   | 5     |
| 12    | Haltérophilie      | 2                              | 9                                  | 9                                   | 20    |
| 13    | Judo               | 1                              | 3                                  | 6                                   | 10    |
| 14    | Aviron             | 0                              | 1                                  | 2                                   | 3     |
| 14    | Handball           | 0                              | 1                                  | 2                                   | 3     |
| 16    | Voile              | 0                              | 1                                  | 1                                   | 2     |
| 17    | Équitation         | 0                              | 0                                  | 1                                   | 1     |
| 18    | Karaté             | 0                              | 0                                  | 1                                   | 1     |
| 19    | Pentathlon moderne | 0                              | 0                                  | 1                                   | 1     |
| 20    | Tennis             | 0                              | 0                                  | 1                                   | 1     |
| Total | Total              | 181                            | 154                                | 176                                 | 511   |

| Place | Sport                                | Médaille d'or, Jeux olympiques | Médaille d'argent, Jeux olympiques | Médaille de bronze, Jeux olympiques | Total |
| ----- | ------------------------------------ | ------------------------------ | ---------------------------------- | ----------------------------------- | ----- |
| 1     | Patinage de vitesse sur piste courte | 1                              | 0                                  | 0                                   | 1     |
| 2     | Patinage artistique                  | 0                              | 2                                  | 4                                   | 6     |
| Total | Total                                | 1                              | 2                                  | 4                                   | 7     |

## Sportifs les plus médaillés
Le record du nombre de médailles est détenu par l'escrimeur Aladár Gerevich et la gymnaste Ágnes Keleti qui ont remporté chacune dix médailles.
| Nom                     | Sport              | Jeux                          | Médaille d'or, Jeux olympiques | Médaille d'argent, Jeux olympiques | Médaille de bronze, Jeux olympiques | Total |
| ----------------------- | ------------------ | ----------------------------- | ------------------------------ | ---------------------------------- | ----------------------------------- | ----- |
| Aladár Gerevich         | Escrime            | 1932-1936-1948-1952-1956-1960 | 7                              | 1                                  | 2                                   | 10    |
| Ágnes Keleti            | Gymnastique        | 1952-1956                     | 5                              | 3                                  | 2                                   | 10    |
| Margit Korondi          | Gymnastique        | 1952-1956                     | 2                              | 2                                  | 4                                   | 8     |
| Zoltán von Halmay       | Natation           | 1900-1904-1908                | 2                              | 4                                  | 1                                   | 7     |
| Pál Kovács              | Escrime            | 1936-1948-1952-1956-1960      | 6                              | 0                                  | 1                                   | 7     |
| Krisztina Egerszegi     | Natation           | 1988-1992-1996                | 5                              | 1                                  | 1                                   | 7     |
| Ildikó Rejtő            | Escrime            | 1960-1964-1968-1972-1976      | 2                              | 3                                  | 2                                   | 7     |
| Rudolf Kárpáti          | Escrime            | 1948-1952-1956-1960           | 6                              | 0                                  | 0                                   | 6     |
| Danuta Kozák            | Canoë-Kayak        | 2012-2016                     | 5                              | 1                                  | 0                                   | 6     |
| Győző Kulcsár           | Escrime            | 1964-1968-1972-1976           | 4                              | 2                                  | 0                                   | 6     |
| Katalin Kovács          | Canoë-Kayak        | 2000-2004-2008                | 2                              | 4                                  | 0                                   | 6     |
| László Cseh             | Natation           | 2004-2008-2012-2016           | 0                              | 4                                  | 2                                   | 6     |
| András Balczó           | Pentathlon moderne | 1960-1968-1972                | 3                              | 2                                  | 0                                   | 5     |
| Dezső Gyarmati          | Water-polo         | 1948-1952-1960-1964-1968      | 3                              | 1                                  | 1                                   | 5     |
| Tibor Berczelly         | Escrime            | 1936-1948-1952                | 3                              | 0                                  | 2                                   | 5     |
| Erzsébet Gulyás         | Gymnastique        | 1948-1952-1956                | 3                              | 0                                  | 2                                   | 5     |
| Tamás Darnyi            | Natation           | 1988-1992                     | 4                              | 0                                  | 0                                   | 4     |
| Jenő Fuchs              | Escrime            | 1908-1912                     | 4                              | 0                                  | 0                                   | 4     |
| Katinka Hosszú          | Natation           | 2016                          | 3                              | 1                                  | 0                                   | 4     |
| Natasa Janics           | Canoë-Kayak        | 2004-2008                     | 3                              | 1                                  | 0                                   | 4     |
| Gabriella Szabó         | Canoë-Kayak        | 2008-2012-2016                | 3                              | 1                                  | 0                                   | 4     |
| Endre Kabos             | Escrime            | 1932-1936                     | 3                              | 0                                  | 1                                   | 4     |
| György Kárpáti          | Water-polo         | 1952-1956-1960-1964           | 3                              | 0                                  | 1                                   | 4     |
| István Pelle            | Gymnastique        | 1932                          | 2                              | 2                                  | 0                                   | 4     |
| Bence Szabó             | Escrime            | 1988-1992-1996                | 2                              | 2                                  | 0                                   | 4     |
| Zsolt Gyulay            | Canoë-Kayak        | 1988-1992                     | 2                              | 2                                  | 0                                   | 4     |
| György Kolonics         | Canoë-Kayak        | 1996-2000-2004                | 2                              | 2                                  | 0                                   | 4     |
| Mihály Mayer            | Water-polo         | 1956-1960-1964-1968           | 2                              | 1                                  | 1                                   | 4     |
| Ödön Tersztyánszky      | Escrime            | 1924-1928                     | 2                              | 1                                  | 1                                   | 4     |
| László Jeney            | Water-polo         | 1948-1952-1956-1960           | 2                              | 1                                  | 1                                   | 4     |
| Imre Polyák             | Lutte              | 1952-1956-1960-1964           | 1                              | 3                                  | 0                                   | 4     |
| Éva Novák               | Natation           | 1948-1952-1956-1960           | 1                              | 2                                  | 1                                   | 4     |
| Andrea Bodó             | Gymnastique        | 1952-1956                     | 1                              | 2                                  | 1                                   | 4     |
| Ferenc Csipes           | Canoë-Kayak        | 1988-1992-1996                | 1                              | 2                                  | 1                                   | 4     |
| András Bodnár           | Water-polo         | 1960-1964-1968-1972           | 1                              | 1                                  | 2                                   | 4     |
| Endre Molnár            | Water-polo         | 1968-1972-1976-1980           | 1                              | 1                                  | 2                                   | 4     |
| István Szívós Jr        | Water-polo         | 1968-1972-1976-1980           | 1                              | 1                                  | 2                                   | 4     |
| Ildikó Schwarczenberger | Escrime            | 1972-1976-1980                | 1                              | 1                                  | 2                                   | 4     |
| Tibor Pézsa             | Escrime            | 1964-1968-1972                | 1                              | 0                                  | 3                                   | 4     |
| Ildikó Bóbis            | Escrime            | 1968-1972-1976                | 0                              | 3                                  | 1                                   | 4     |
| Géza Imre               | Escrime            | 1996-2004-2016                | 0                              | 2                                  | 2                                   | 4     |

## Sources
- (en) Cet article est partiellement ou en totalité issu de l’article de Wikipédia en anglais intitulé « Hungary at the Olympics » (voir la liste des auteurs).

1. ↑  « Les Hongrois refusent de s'abriter sous le drapeau russe à leur arrivée aux Jeux », Journal de Montréal,‎ 17 novembre 1956, p. 14